# Final da Copa do Brasil de Futebol de 2004
A final da Copa do Brasil de Futebol de 2004 foi a 16ª final dessa competição brasileira de futebol organizada pela Confederação Brasileira de Futebol (CBF) e foi decidida por Flamengo e Santo André em duas partidas. O primeiro jogo foi realizado em 23 de junho no Palestra Itália, em São Paulo, e terminou empatado em 2–2. O segundo duelo ocorreu em 30 de junho, no Maracanã, no Rio de Janeiro, e o time do ABC paulista ganhou por 2–0. No placar agregado o Santo André venceu por 4–2, conquistando seu primeiro título da competição. O Santo André se torna o segundo clube da história a conquistar a competição estando na segunda divisão do Campeonato Brasileiro.

## Caminho até a final
| Santo André      | Santo André | Santo André      | Fase             | Flamengo   | Flamengo | Flamengo         |
| Adversário       | Agregado    | Jogos            | Fase             | Adversário | Agregado | Jogos            |
| ---------------- | ----------- | ---------------- | ---------------- | ---------- | -------- | ---------------- |
| Novo Horizonte   | 5 – 0       | 5–0 (F)          | Primeira fase    | CRB        | 7 – 5    | 4–4 (F); 3–1 (C) |
| Atlético Mineiro | 3 – 2       | 3–0 (C); 0–2 (F) | Segunda fase     | Tupi       | 7 – 2    | 3–2 (F); 4–0 (C) |
| Guarani          | 1 – 1 (gf)  | 1–1 (F); 0–0 (C) | Oitavas de final | Santa Cruz | 2 – 0    | 1–0 (F); 1–0 (C) |
| Palmeiras        | 7 – 7 (gf)  | 3–3 (C); 4–4 (F) | Quartas de final | Grêmio     | 1 – 0    | 1–0 (F); 0–0 (C) |
| 15 de Novembro   | 6 – 5       | 3–4 (C); 3–1 (F) | Semifinal        | Vitória    | 3 – 0    | 1–0 (F); 2–0 (C) |

Legenda: (C) casa; (F) fora

## Jogo de ida
| 23 de junho | Santo André              | 2 – 2     | Flamengo                 | Palestra Itália, São Paulo                           |
|             | Osmar 51' · Romerito 59' | Relatório | Roger 25' · Athirson 83' | Público: 20 790 Árbitro: PE Wilson de Souza Mendonça |

| G                 |  | Júlio César   |                               |     |
| Z                 |  | Dedimar       |                               |     |
| Z                 |  | Gabriel       | Penalizado com cartão amarelo |     |
| Z                 |  | Alex          |                               |     |
| MD                |  | Da Guia       |                               | 69' |
| V                 |  | Dirceu        |                               |     |
| V                 |  | Ramalho       |                               |     |
| M                 |  | Élvis         |                               | 80' |
| ME                |  | Romerito      |                               |     |
| A                 |  | Sandro Gaúcho |                               |     |
| A                 |  | Osmar         |                               | 76' |
| Substituições:    |  |               |                               |     |
| Z                 |  | Diego         |                               | 69' |
| M                 |  | Barbieri      |                               | 80' |
| A                 |  | Makanaki      |                               | 76' |
| Treinador:        |  |               |                               |     |
| Péricles Chamusca |  |               |                               |     |

| G              |  | Júlio César      |  |     |
| LD             |  | Reginaldo Araújo |  |     |
| Z              |  | André Bahia      |  |     |
| Z              |  | Fabiano Eller    |  |     |
| LE             |  | Roger            |  | 69' |
| V              |  | Da Silva         |  | 46' |
| V              |  | Douglas Silva    |  |     |
| M              |  | Ibson            |  |     |
| M              |  | Felipe           |  |     |
| A              |  | Jean             |  |     |
| A              |  | Negreiros        |  | 57' |
| Substituições: |  |                  |  |     |
| LE             |  | Athirson         |  | 69' |
| V              |  | Róbson           |  | 46' |
| A              |  | Diogo            |  | 57' |
| Treinador:     |  |                  |  |     |
| Abel Braga     |  |                  |  |     |

| Árbitros assistentes: PE Jossemar José Diniz Moutinho PE Luciano José Coelho Cruz |

## Jogo de volta
| 30 de junho | Flamengo | 0 – 2     | Santo André                   | Maracanã, Rio de Janeiro                                                |
|             |          | Relatório | Sandro Gaúcho 52' · Élvis 67' | Público: 71 988 Renda: R$ 1.038.244,00 Árbitro: RS Carlos Eugênio Simon |

| G              |  | Júlio César      |                               |     |
| LD             |  | Reginaldo Araújo |                               |     |
| Z              |  | André Bahia      | Penalizado com cartão amarelo |     |
| Z              |  | Fabiano Eller    | Penalizado com cartão amarelo |     |
| LE             |  | Roger            |                               | 60' |
| V              |  | Da Silva         |                               |     |
| V              |  | Douglas Silva    |                               | 60' |
| V              |  | Róbson           |                               | 10' |
| M              |  | Ibson            |                               |     |
| M              |  | Felipe           |                               |     |
| A              |  | Jean             | Penalizado com cartão amarelo |     |
| Substituições: |  |                  |                               |     |
| LE             |  | Athirson         |                               | 60' |
| V              |  | Jônatas          |                               | 10' |
| A              |  | Negreiros        |                               | 60' |
| Treinador:     |  |                  |                               |     |
| Abel Braga     |  |                  |                               |     |

| G                 |  | Júlio César   | Penalizado com cartão amarelo |     |
| Z                 |  | Dedimar       |                               |     |
| Z                 |  | Gabriel       |                               |     |
| Z                 |  | Alex          | Penalizado com cartão amarelo |     |
| MD                |  | Nelsinho      |                               | 62' |
| V                 |  | Dirceu        | Penalizado com cartão amarelo |     |
| V                 |  | Ramalho       |                               | 83' |
| M                 |  | Élvis         |                               | 75' |
| ME                |  | Romerito      |                               |     |
| A                 |  | Sandro Gaúcho |                               |     |
| A                 |  | Osmar         |                               |     |
| Substituições:    |  |               |                               |     |
| LD                |  | Da Guia       |                               | 62' |
| Z                 |  | Ronaldo       |                               | 83' |
| V                 |  | Dodô          |                               | 75' |
| Treinador:        |  |               |                               |     |
| Péricles Chamusca |  |               |                               |     |

| Árbitros assistentes: RS Altemir Hausmann RS Ville Tissot |

## Premiação
| Copa do Brasil de 2004          |
| São Paulo                       |
| ------------------------------- |
| Santo André Campeão (1º título) |